# Любомир Божанков
Любомир Стоянов Божанков е български футболист, полузащитник.

## Биография
Роден е на 4 март 1978 г. в София. Висок е 175 см и тежи 74 кг. Играл е за Славия, Пирин (Благоевград), Хасково, Олимпик-Берое, Берое, Нафтекс, Родопа и Видима-Раковски. Бронзов медалист през 1997 г. със Славия. От есента на 2006 г. играе за Миньор (Перник). През есента на сезон 2007/2008 е играч на ПФК Марек (Дупница). Впоследствие играе година и половина в Академик София. В А група има 109 мача и 12 гола.

## Статистика по сезони
- Славия – 1997/пр. - А група, 1 мач/0 гола
- Пирин – 1997/ес. - Б група, 4/0
- Хасково – 1998/пр. - Б група, 8/1
- Хасково – 1998/99 – Б група, 21/3
- Хасково – 1999/ес. - Б група, 15/0
- Олимпик-Берое – 2000/пр. - А група, 8/1
- Берое – 2000/01 – А група, 17/1
- Берое – 2001/ес. - А група, 12/2
- Нафтекс – 2002/пр. - А група, 8/2
- Нафтекс – 2002/03 – А група, 13/2
- Нафтекс – 2003/ес. - А група, 3/0
- Родопа – 2004/пр. - А група, 14/1
- Родопа – 2004/05 – А група, 23/3
- Родопа – 2005/ес. - А група, 10/1
- Видима-Раковски – 2006/пр. - Западна Б група, 9/4
- Миньор (Пк) – 2006/07 – Западна Б група 9/0
- Марек (Дупница) – 2007/ес. - А група, 4/0
- Академик София – 2008/пр. - Западна Б група, 8/0
- Академик София – 2008/2009 - Западна Б група, 25/2